# 大海陀乡
大海陀乡，是中华人民共和国河北省张家口赤城县下辖的一个乡镇级行政单位。。面积275.5平方公里，人口约一万人。

## 地理
大海陀乡位于赤城县的南部，北京市的西北。

### 行政区划
大海陀乡下辖以下地区：
东山庙村、南梁村、行字铺村、镇川堡村、郑家梁村、蔡窑子村、大海陀村、姜庄子村、闫家坪村、水厂村、官庄子村、冯家沟村、马家堡村、窑子沟村、饮马沟村、二炮村、南郭家窑村、赵家窝铺村、头炮村、南杨家窑村、刘家窑村、上斗营村、小庄科村、下斗营村、三合堡村、朱庄子村、光梁洼村、石香炉村、岗岗窑村、龙扒石村、高栅子村和施家村。
大海陀村原名留半沟村，在乡境最南端海陀山内，不是大海陀乡政府驻地。

## 历史
1956年设立东山庙乡，1958年改为大海陀公社，1984年废除公社，改为大海陀乡。